# 売上スリップ
売上スリップ（うりあげすりっぷ）とは、市販される書籍の中に挟む二つ折りの長細い伝票のことである。短冊ともいう。

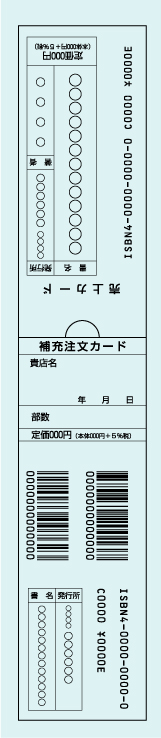
広げた状態の売上スリップ

## 概要
一般的に売上げカードとも呼ばれ、片面が補充注文用に使える伝票となっている。最近では、補充注文カードの面には、バーコードが刷り込まれるようになっている。一般の読者にとっては書店で購入時に抜かれてしまうため、通常は書店の店頭でしか目に触れないものである。出版社への直接注文の場合は通常、スリップを挟まないが、オンライン書店で書籍を買った時、スリップがついたまま送られてくることがあり、しおりとして使用されることも少なくない。書店を通さず、版元による直接販売やオンライン書店のみで流通する場合、このスリップは不要である。
書店へ出荷する本にも最初からスリップを挟まない出版社やレーベルが増加傾向にある。2017年～2018年で約20社が廃止を決めた。理由としては、POSを利用するなどして書籍の受発注や流通・需要動向の把握がオンラインでできるようになり必要性が低下したことと、出版不況に対応したコスト削減（スリップの関連経費は1枚2円程度）が挙げられる。

## 書店にとっての売上スリップの役割
複数の店舗を抱える中規模の書店の場合、書籍の売上げは、ほとんど書籍本体のバーコード読み取りによるPOSで管理しているため、売上げカードとしての役割はなくなってきている。しかし、出版社によってはスリップをまとめて送ると報奨金を還元するケースもあるため、書店ではスリップを抜いてプールする習慣が定着している。自費出版の場合でも、一部の書店に委託販売する際はこのスリップの装着を求められることが多い。

## 出版社にとっての売上スリップの役割
- 総額・税率表示の役割：近年では出版社は、定価（税込）の総額表示と消費税率表示の役割をスリップに担わせるようになってきている。消費税率が変動した場合、総額表示、消費税率表示をカバーや帯で対応するとコストがかかるためである。本来ならば、総額表示は、書籍本体か帯に明記するものと考えられるが、通常、カバーには、本体価格に「税別」と表示するのみにしている。カバーや帯に総額表示と消費税率表示が印刷されている場合、消費税率が変動した際に、新たに刷り直したものを掛けなおしたり、価格シールを貼ったりする手間と費用がかかる。スリップには、両面に定価（税込）の総額表示と税率、本体価格を表記するようにしている。また、丸い切り込みの部分[2]（ぼうずなどといわれる）に税込価格（総額表示）と消費税率を表示する。この部分が飛び出しているために、消費者に見えるという建前である。スリップの価格は、1枚につき数円程度で装着の費用を加えても約10円[要出典]で、帯やカバーの差し替え単価に比べて安く、挿入作業に専門的な技術も不要のため、手のあいている社員やアルバイトなどがこの作業を担当し、費用を抑えることができる。
- 書店・取次へのメッセージ：用紙の色によって書店・取次へのメッセージを伝えているとされる。スリップの色の定義は諸説あるが、小学館は、返品不可の責任販売制は「赤色」、通常の返品可能の委託販売制は「青色」とスリップを使いわけている[3]。「緑色」は常時、返品可能とされる[2][4]。

## 仕様
- サイズ：幅4.5センチ、二つ折りにした状態で13センチが平均的。
- 折り方：二つ折りでも均等ではなく、片方の売上げカード面が短くなっており、落剥しにくく、かつ抜きやすくなっている。
- 用紙の色：文字がよく見えるように薄めの色のものが多い。

## 記載内容とデザイン
- 売上げカード面は、自由なデザインができるようになっているが、もう一方の補充注文カード面は、日本図書コード管理センターの「実施の手引き」に詳細に印刷事項が決められている。
- 補充注文カード面：書籍用のバーコード（ISBNのバーコードのみの場合とJANコードの両方の場合がある）、文字のISBN、Cコード、定価（税込）の総額表示と税率、本体価格、発行所、著者名と書名が印刷されるようになっている。また、注文する書店名や日付、部数が記入できる欄がある。書店名欄（貴店名欄）には書店の「番線印」というスタンプを押せる[2]ようなスペースが必要。丸い突起部分である「ぼうず」はこの面についている。出版社のロゴが入る場合もある。
- 売上げカード面：面積が狭いため、通常、文字のISBN、Cコード、定価（税込）の総額表示と税率、本体価格、発行所、著者名と書名が印刷されるのみの場合が多い。

## 装着の方法
大手の場合、通常、スリップを装着する作業は業者まかせとなるが、地方・小出版流通センター扱いの小規模な出版社では、社員が出荷ごとにスリップを挿入する。挿入する場合、数ページを跨いで挟むようにする。1ページのみを挟んで挿入すると抜く時に書籍のページが傷む可能性があるためである。

## 印刷発注の方法
スリップの基本的な記載内容を精査した上、スリップ専門の印刷会社に発注する。入稿データを作成して発注してもよいが、通常、基本項目を知らせれば、入稿データを仕上げて校正用のデータを提示してくれる。バーコード用のソフトを出版社が用意する必要はなく、印刷会社がバーコードを自動生成して規定の印刷位置に配置したデータを作成してくれる。一度データをつくると、印刷会社はデータをストックしており、前回のデータを流用して別の書籍のスリップに活用することが多い。